# Barry W. Boehm

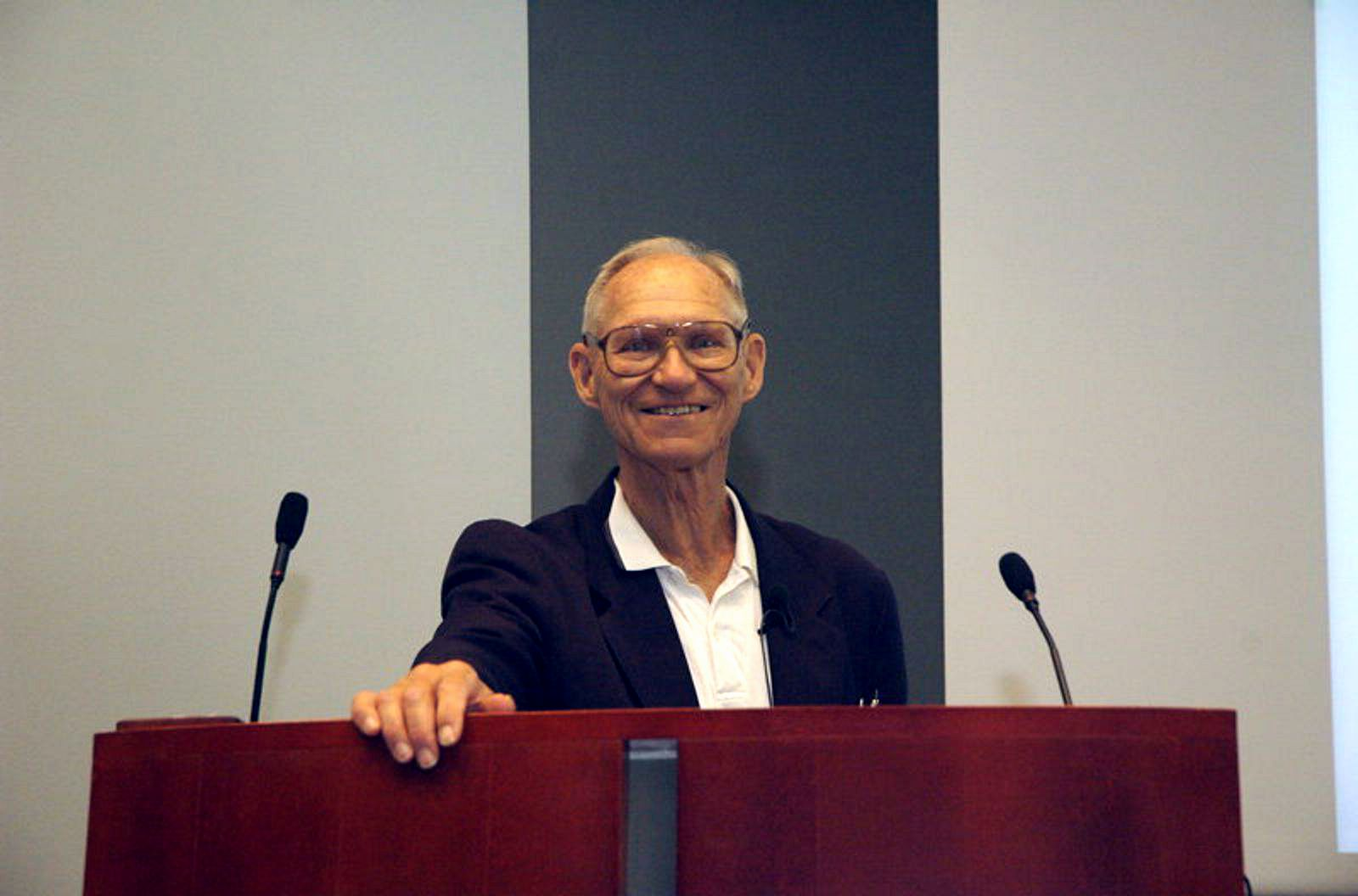
Barry Boehm 2006

Barry William Boehm (* 16. Mai 1935 in Santa Monica, Kalifornien; † 20. August 2022) war ein amerikanischer Softwareingenieur, der durch seine Kostenbetrachtungen von großen Softwareprojekten bekannt wurde. Er sah Software als den primären Kostenfaktor für zukünftige Informationstechnologien. So erfand er die COCOMO-Softwarekostenberechnung, das risiko- und kostensenkende Vorgehens-Spiralmodell und u. a. eine erweiterte Delphi-Methode (wideband delphi). Er war als Berater und als Forscher mit vielen militärischen und zivilen Großprojekten befasst.
Boehm machte 1957 an der Harvard University seinen Bachelor in Mathematik, 1964 wurde er an der University of California, Los Angeles zum PhD in Mathematik promoviert. Danach arbeitete er viele Jahre als Lehrer und Forscher. Später war er Berater für die Unternehmen RAND Corporation, TRW und DARPA. Zuletzt war er Professor für Software Engineering, Computer Science, an der University of Southern California (USC).

## Softwarekostenschätzung mit der COCOMO-Methode
Barry W. Boehms Buch Software Engineering Economics von 1981 beschrieb unter anderem sein Constructive Cost Model (COCOMO).

### COCOMO (81)
COCOMO ist ein algorithmisches Modell zur Kosten- und Aufwandschätzung für die Entwicklung von Computerprogrammen. Der Aufwand (gemessen in Staff Month (152 Arbeitsstunden)) wird in Abhängigkeit von der Softwaregröße, welche in Delivered Source Instructions (DSI) gemessen wird, anhand von statistischen Berechnungsmethoden über gesammelte Daten vergangener Projekte, berechnet. COCOMO unterteilt die Projekte der Größe nach in drei Gruppen. Die Berechnung des Aufwands erfolgt in drei Feinheitsgraden, wobei das einfachste Modell eine noch eher grobe Schätzung liefert:
{\displaystyle {\text{Aufwand}}=k\cdot (\mathrm {DSI} )^{P}}
- {\displaystyle k} = konstanter Skalierungskoeffizient für den Aufwand
- {\displaystyle P} = Dieser Exponent repräsentiert die Ersparnisse durch Produktionsvergrößerung (economies of scale); speziell die Einsparungen durch Vermeidung von nicht wertbringenden Aktivitäten (z. B. Leerzeiten, Verzögerungen, Kommunikationsoverhead etc.)

Die weiteren Berechnungsmodelle schließen verschiedene Kostenfaktoren (z. B. Erfahrung der Programmierer, Qualitätsanforderungen der Software etc.) mit ein und unterteilen das Projekt in verschiedene Subkomponenten sowie das Projekt in verschiedene Phasen. Somit erreicht COCOMO einen relativ hohen Genauigkeitsgrad.

### ADA COCOMO
ADA COCOMO ist eine Weiterentwicklung von COCOMO 81 – welches sehr stark vom Batch-Processing und dem Wasserfall-Prozessmodell geprägt ist – zur Anpassung an die TRW-Implementierung des ADA-Prozessmodells. Dieses Modell beinhaltet Risikomanagement, Architektur-Skeletons, inkrementelles Implementieren und Testen und einheitliche Software-Metriken. Hauptaugenmerk des Modells liegt auf der Verringerung des Kommunikationsoverheads und der Vermeidung späten Überarbeitens aufgrund instabiler Anforderungen.

### COCOMO II
COCOMO II wurde ebenfalls, wie seine beiden Vorgänger, von Barry W. Boehm entwickelt und das erste Mal 1997 publiziert. Die offiziell bekannte Version ist jedoch 2000 mit dem Buch Software Cost Estimation with COCOMO II veröffentlicht worden. COCOMO II repräsentiert die Änderungen in der "modernen" Software-Entwicklung. Es werden wieder, wie in COCOMO 81, drei verschiedene Schätzarten unterschieden, mit dem Unterschied jedoch, dass sich diese vermehrt auf den Entwicklungsstand des Projekts beziehen, jedoch wird auf die Unterteilung nach Projektgröße verzichtet.

## Das Vorgehensmodell Spiralmodell
Boehm entwickelte aus seinen umfangreichen Erfahrungen heraus ein neues Vorgehensmodell für die Softwareentwicklung. Dieses Spiralmodell soll durch spiralförmiges, wiederholtes Betrachten der Phasenergebnisse das Risiko des Scheiterns verkleinern. Das Spiralmodell hat viele nachfolgende Vorgehensmodelle beeinflusst.

## Wideband Delphi
Boehm verfeinerte die Delphi-Methode und nannte diese verfeinerte Methode Wideband Delphi. Damit wurde sie für einen größeren Bereich anwendbar.

## Auszeichnungen
- 1992 – Award for Excellence (Office of the Secretary of Defense).
- 1994 – Lifetime Achievement Award von der ASQC.
- 1997 – Distinguished Research Award in Software Engineering von der ACM.
- 2005 – Mellon Award for Excellence in Mentoring von der USC.

Er war Fellow der AIAA, der ACM und der IEEE. Außerdem war er Mitglied der National Academy of Engineering.